# Área salvaje Uncompahgre
El área salvaje Uncompahgre (del inglés: Uncompahgre Wilderness) (formalmente llamada área salvaje Big Blue) es un área salvaje de Estados Unidos. Se sitúa en el suroeste del estado de Colorado y comprende 415,70 km². La altitud del territorio va desde los 2600 m hasta los 4361 m, en la cumbre del pico Uncompahgre.
El nombre de la zona proviene del pico Uncompahgre, que con 4361 m es el pico más alto de las montañas de San Juan. El área salvaje incluye una montaña de más de 14 000 pies, y otro prominente, el pico Wetterhorn de 4272 m.
El área salvaje se encuentra protegida por el Servicio Forestal de los Estados Unidos y la Oficina de Administración de Tierras.

## Reivindicación minera
Situada en el área salvaje Uncompahgre, está la mina de oro Robin Redbreast, propiedad de Robert y Marjorie Miller, de Montrose, Colorado. El padre de Marjorie Miller realizó las reclamaciones en 1938, 50 años antes de que la tierra fuese designada como un área salvaje, y se encuentra protegida por la Ley General de la Minería de 1872. El Servicio Forestal ha establecido requisitos para que se pueda reducir los impactos mineros, tales como la reducción del uso del vehículos motorizados y la iluminación nocturna. Los Miller dicen que los trabajadores usarán picos y palas para extraer el mineral, tirar hacia fuera con yuntas de mulas y utilizar helicópteros para entregar equipos más grandes y de esta manera evitar los impactos en el uso de camiones. Los grupos ambientalistas han expresado su preocupación de que el drenaje ácido de las minas y la huella humana de las actividades mineras deterioren en un futuro el lugar.